# Amalberga de Maubeuge
Santa Amalberga de Maubeuge (também Amalia, ou Amélia de Lobbes ou Binche) era uma freira e santa merovíngia que viveu no século VII.

## Vida
Amalberga nasceu em Brabant. Diz-se que ela era irmã ou sobrinha de Pepino de Landen e se casou com o conde Witger, duque de Lorena. Em sua biografia, ela é apresentada como mãe de cinco santos: Emebert, Reineldis, Pharaildis, Ermelindis e Gudula. Amalberga juntou-se à comunidade monástica na Abadia de Maubeuge após o nascimento de sua filha mais nova, Gudula.
Sua festa é comemorada em 10 de julho. A tradução de suas relíquias de Lobbes para Binche (evento do século XV) é comemorada em 10 de junho.
Amalberga de Maubeuge não deve ser confundida com a virgem Amalberga de Temse (venerada em Ghent, Temse e Munsterbilzen) que morreu em 772 e cujo dia de festa é 10 de julho ou 27 de outubro.

## Hagiografia
A biografia de Amalberga de Maubeuge (s: la: Vita S. Amalbergae viduae) é provavelmente escrita pelo abade Hugo de Lobbes (1033-1063) entre 1033 e 1048. Além de alguns detalhes merovíngios, sua genealogia foi copiada de outra hagiografia do século XI, a saber, a história mártir de Catarina de Alexandria. O perfil biográfico de seu lendário marido, duque Witger da Lotharingia, é inspirado em uma figura histórica do século X, Wigeric de Lotharingia.

## Literatura
- Van Droogenbroeck, FJ, «Paltsgraaf Wigerik van Lotharingen, inspiração inspirada no legendarische graaf Witger in Vita Gudilae», Eigen Schoon e De Brabander 93 (2010) 113-136.
- Van Droogenbroeck, FJ, «Hugo van Lobbes (1033-1053), autor de Vita Amalbergae viduae, Vita S. Reinildis e Vita S. Berlendis, Eigen Schoon e De Brabander 94 (2011) 367-402.
- Van Droogenbroeck, FJ, 'Kritisch onerzoek onarzo interations interusses of Vita S. Gudilae en Gesta Episcoporum Cameracensium.' , Eigen Schoon e De Brabander 95 (2012) 311-346.